# Megaselia brevipes
Megaselia brevipes är en tvåvingeart som först beskrevs av William Lundbeck 1920.  Megaselia brevipes ingår i släktet Megaselia och familjen puckelflugor. Inga underarter finns listade i Catalogue of Life.